# Решетников, Фёдор Павлович
Фёдор Павлович Реше́тников (15 (28) июля 1906 — 13 декабря 1988) — русский советский живописец и график. Народный художник СССР (1974). Лауреат Сталинских премий (1949, 1951).

## Биография
Родился 15 (28) июля 1906 года в селе Сурско-Литовском Екатеринославского уезда Екатеринославской губернии Российской империи (ныне Днепровского района Днепропетровской области Украины) в семье иконописца.
Работал в клубе железнодорожников станции Гришино в образованной в 1932 году Днепропетровской области Украинской ССР.
Учился на рабфаке искусств в Москве, поступил во ВХУТЕИН, где занимался в 1929—1934 годах, в частности, у Дмитрия Моора.
Отложив на время обучение, в 1932 году он становится художником-репортёром в арктической экспедиции Отто Шмидта на ледоколе «Сибиряков», впервые в истории прошедшем Северный морской путь за одну навигацию. Рейс закончился потерей винта в Чукотском море и «финишем» под самодельными парусами. А годом позже — на «Челюскине», которому было суждено потерпеть крушение и затонуть в Чукотском море. Спасённая лётчиками команда с триумфом вернулась в столицу, а привезённые зарисовки на фоне «челюскинской эпопеи» станут предметом славы молодого Фёдора Решетникова.
В годы Великой Отечественной войны занимается агитационным искусством, рисует патриотические плакаты, призывающие на борьбу с врагом. Мастерство сатирика находит отражение в антигитлеровских карикатурах, обличающих фашизм.
С середины 1940-х годов обращается к станковой живописи. Создаёт эталонные произведения сталинского соцреализма, посвящённые детям, включая художественную трилогию «Прибыл на каникулы» (1948), «Опять двойка» (1952) и «Переэкзаменовка» (1954). В этих работах автор прекрасно отражает жизнь и быт советских школьников, прорисовывает эмоции и настроения, передаёт озорные и мечтательные детские характеры.
В 1953—1957 годах преподавал в МГАХИ имени В. И. Сурикова, в 1956—1962 годах — в МГПИ имени В. И. Ленина.
В 1953 году Фёдор Решетников становится членом Академии художеств СССР. Преподаёт в Московском государственном художественном институте. В 1956 году получает звание Народного художника РСФСР. Начиная с этого периода, творчество мастера наполнено сатирой. Он увлечённо разоблачает формализм в искусстве, создаёт острые графические шаржи на коллег.
С началом гонки вооружений, в 1970-х годах, переключается на политические плакаты, критикующие империализм и агрессивные намерения США и военного блока НАТО. В 1974 году становится вице-президентом Академии художеств, удостаивается звания Народного художника СССР.
Совокупный тираж открыток с репродукцией картины художника «Прибыл на каникулы» (1948, ГТГ) составил свыше 13 миллионов экземпляров. Это больше, чем тираж какой-либо другой открытки, выпущенной на тот момент в Советском Союзе.
Другой известной картиной художника является полотно «Опять двойка» (1952).
Автор книг: «Моя работа над картиной „Опять двойка“» (в кн. «Из творческого опыта. В.1. Н. Н. Жуков, Ю. М. Непринцев, Ф. П. Решетников», М., 1955), «Тайны абстракционизма» (М., 1963).
Действительный член АХ СССР с 1953 года, член президиума (1953—1958, 1962—1966, 1970—1974), вице-президент (1974—1987). Член СХ СССР.
Член ВКП(б) с 1945 года.

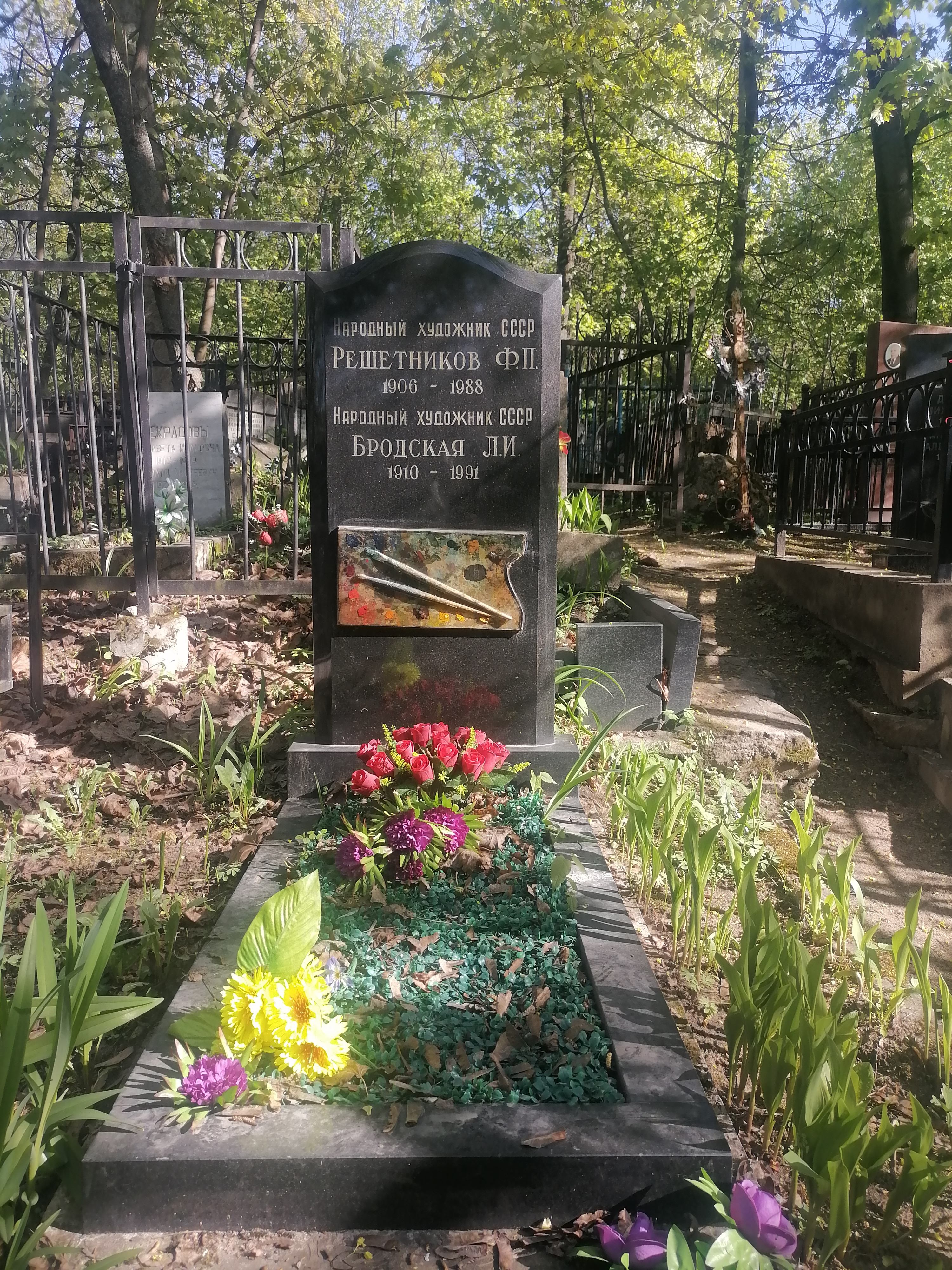
Могила на Ваганьковском кладбище

Умер 13 декабря 1988 года. Похоронен в Москве на Ваганьковском кладбище (участок № 42).

## Семья
- Жена — Лидия Исааковна Бродская (1910—1991), художник, дочь художника-портретиста И. И. Бродского[3]. Народный художник СССР (1980).
  - Дочь — Любовь Фёдоровна Решетникова (1943), художник.
    - Внук Алексей Голубев (1968), также художник, от первого брака с художником Юрием Голубевым; второй брак с художником Григорием Цикуновым.

  - Племянник — Решетников Василий Васильевич (1919—2023), лётчик, командующий дальней авиацией СССР, генерал-полковник авиации, Герой Советского Союза. Писатель, автор книги "Фёдор Решетников. Художник и полярник".

## Награды и премии
- Народный художник РСФСР (1956)
- Народный художник СССР (1974)
- Сталинская премия второй степени (1949) — за картины «Генералиссимус Советского Союза И. В. Сталин» и «Прибыл на каникулы»[4]
- Сталинская премия третьей степени (1951) — за картину «За мир!» (1950)
- Орден Ленина (1976)
- Орден Октябрьской Революции (1986)
- Орден Трудового Красного Знамени (1932) — за участие в арктической экспедиции на ледоколе «Сибиряков»
- Орден Красной Звезды (1934) — за участие в экспедиции на пароходе «Челюскин»
- Медаль «В память 800-летия Москвы»
- Медали
- Нагрудный значок «Отличник просвещения СССР» — за большие успехи в области народного образования и активное участие в общественно-политической жизни
- Бронзовая медаль Всемирной выставки в Брюсселе (1958)
- Серебряная медаль АХ СССР (1959).

## Память
На родине художника, в селе Сурско-Литовском, c 1990 года действует народный мемориальный музей имени Ф. Решетникова.